# Nombres amicaux

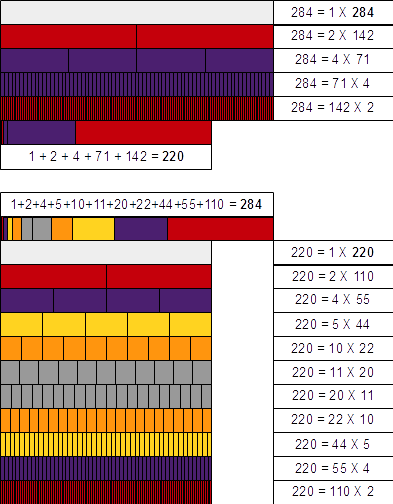
220 et 284 sont des nombres amicaux.

En arithmétique, deux nombres (entiers strictement positifs) sont dits amicaux ou amiables ou aimables s'ils sont distincts et si chacun des deux nombres est égal à la somme des diviseurs stricts de l'autre.
Si l'on note s(n) la somme des diviseurs stricts de n et σ(n) = s(n) + n la somme de tous ses diviseurs, deux nombres distincts m et n sont donc amicaux si et seulement si
ou, ce qui est équivalent :
Cela implique que si l'un des deux nombres est abondant, alors l'autre est déficient.

## Les premiers couples de nombres amicaux
Les nombres entiers 220 et 284 sont amicaux car :
- {\displaystyle 220+284=504,}
- {\displaystyle \sigma (220)=1+2+4+5+10+11+20+22+44+55+110+220=504,}
- {\displaystyle \sigma (284)=1+2+4+71+142+284=504}

ou encore :
- {\displaystyle s(220)=1+2+4+5+10+11+20+22+44+55+110=284}
- {\displaystyle s(284)=1+2+4+71+142=220.}

Les 13 paires de nombres amicaux dont le premier a moins de 6 chiffres sont :
- 220 et 284
- 1 184 et 1 210
- 2 620 et 2 924
- 5 020 et 5 564
- 6 232 et 6 368
- 10 744 et 10 856
- 12 285 et 14 595
- 17 296 et 18 416
- 63 020 et 76 084
- 66 928 et 66 992
- 67 095 et 71 145
- 69 615 et 87 633
- 79 750 et 88 730.

## Éléments historiques
Les nombres amicaux ont une histoire liée depuis longtemps à la magie et à l'astrologie. Par exemple, certains commentateurs juifs de la Genèse pensaient que Jacob avait donné deux cents chèvres et vingt boucs, et autant de brebis et de béliers à son frère aîné Ésaü quand il commença à craindre que ce dernier le tue (Genèse 32:14) parce que 220 est un nombre amical.
Le philosophe Jamblique (vers 250-330) écrit[réf. nécessaire] que « les pythagoriciens connaissent ces nombres qu'ils appellent amicaux et leur associent certaines qualités sociales (comme 220 et 284) et Pythagore aurait parlé d'un ami qui « était un autre lui » comme le sont 220 et 284 ».
Quant à l'historien Ibn Khaldoun, il assure que les nombres amicaux 220 et 284 sont utilisés dans l'art des talismans pour favoriser les amitiés et les unions.
Il n'existe pas de formule ou méthode connue pour déterminer les nombres amicaux mais au fil des ans, certains types spéciaux ont été découverts. Thābit ibn Qurra (vers 850) démontre que :
Si n > 1 et si les trois nombres p = 3 × 2n−1 − 1, q = 3 × 2n − 1 et r = 9 × 22n−1 − 1 sont premiers, alors 2npq et 2nr sont amicaux.
Il faut cependant plusieurs siècles pour que cette formule produise les deuxième et troisième paires de nombres amicaux. La paire {17 296, 18 416} (n = 4) est signalée au XIVe siècle, indépendamment, par les mathématiciens Ibn al-Banna et Al-Farisi, puis redécouverte par Fermat, qui l'annonce dans une lettre à Mersenne en 1636. La paire {9 363 584, 9 437 056} (n = 7) est découverte par Muhammad Baqir Yazdi (en) au XVIIe siècle et par Descartes, qui écrit à Mersenne en 1638 pour la lui signaler.
La paire {6 232, 6 368} est amicale mais ne peut pas être déduite de cette formule.
Euler ajouta 61 nouvelles paires de nombres amicaux, mais commit deux erreurs qui furent découvertes en 1909 et 1914. En 1866 un jeune garçon de seize ans, un certain B. Nicolò I. Paganini (aucune parenté avec le violoniste), découvrit la paire {1 184, 1 210}, ignorée jusque-là.
Des recherches par ordinateur ont permis de trouver toutes les paires de nombres amicaux de moins de 12 chiffres ainsi que quelques autres encore plus grands pour en arriver à un total de 2 185 621 paires en 2003. On ne sait pas s'il existe une infinité de telles paires, ni s'il en existe une de nombres premiers entre eux. Si une telle paire existe, chacun des deux nombres doit comporter plus de 15 chiffres et leur produit doit être divisible par au moins 22 nombres premiers.